# 北大東空港
北大東空港（きただいとうくうこう、英: Kitadaito Airport）は、沖縄県島尻郡北大東村（北大東島）に所在する地方管理空港。

## 概要
年間利用客数は、合計23,216人（2019年度）。
南大東空港とを結ぶ航空路は、直線距離にして約12 km（8マイル）・所要時間15分で、定期航空路線としては日本一短かった。
風向きの関係で南北に直線飛行する日は、離陸後車輪を格納せずにそのまま着陸することもあった。
2024年7月をもって、南大東との航空路線は廃止となった。
当空港は琉球エアーコミューターが就航する空港としては最東端の空港である。

## 歴史

### 空港建設までの経緯
1965年、エア・アメリカにより南大東島に10人乗りの民間航空路が開通。1967年にはエア・アメリカに代わり南西航空（後の日本トランスオーシャン航空）が初就航。北大東島からこの路線を利用するには、サバニやモーターボートを利用して南大東島まで行き来していた。
1971年4月、琉球列島米国民政府の援助金により約760メートルの仮飛行場が完成。仮飛行場はアスファルト舗装ではなく、栗石にサンゴの石粉をかぶせて固めたものであった。急患の時はこの滑走路で米軍機（1972年以降は自衛隊の救難機）を用いて患者を輸送した。また同年9月、国務大臣の山中貞則がヘリコプターで来島した時はこの仮飛行場を利用している。これは開拓以来初めての国務大臣の来島であった。
1974年の秋からは村民の有志によりクラブを結成し、南大東島に常駐している軽飛行機で移動出来るようになったが、会費は個人2万円（団体は5万円）、運賃5千円と割高であり、北大東村民は一日でも早い北大東航空路の就航を願っていた。
その後、本格的な空港建設のための公聴会が開催され、公述人全員が早期建設を要望。公聴会では村民は悪天候になると船便も途絶える為、離島苦を味わっているとの意見が出された。
1976年5月、仮飛行場を拡張する形で空港建設が着工。途中、電話回線の問題により運輸省の設置許可の遅れが出たが、1978年4月に竣工。同年6月30日に南西航空のDHC6型ツインオッター機が初就航。開港式には村民が総出で新空港を訪れ、開港を祝った。

### 空港開港後
最初に就航したDHC6型は19人乗りで、満員状態が相次いでいた。1997年の滑走路延長に伴い、39人乗りのDHC8型が就航、2016年からは50人乗り貨客混載のDHC8-Q400が就航している。
かつて空港には照明設備が無く、急患の夜間搬送時は職員がランタンを設置して航空機を誘導していたが、沖縄県の南北大東空港夜間照明整備事業により、2019年11月に照明が供用開始された。

## 年表
- 1971年 - 仮飛行場として設置
- 1978年 - 北大東空港として滑走路800メートルで供用開始
- 1997年10月9日 - 滑走路1,500メートルで供用開始[12]
- 2019年11月 - 夜間照明が設置
- 2024年7月31日 - 南大東との航空路を廃止。那覇直行便のみ1往復/日となる

- 北大東空港付近の空中写真。
（1978年撮影）滑走路延長800mの頃。
国土交通省 国土地理院 地図・空中写真閲覧サービスの空中写真を基に作成

## 施設
ターミナルビルは2階建て。2階には滑走路が展望できる喫茶店や、無料の展望デッキがある。
- 制限区域側から見たターミナルビル

## 飛行路線
琉球エアーコミューター (RAC)
- 那覇空港